# Online Film Critics Society Awards 2018
22. ročník předávání cen Online Film Critics Society Awards se konal dne 2. ledna 2019. Nominace byly oznámeny dne 26. prosince 2018.

## Vítězové a nominovaní

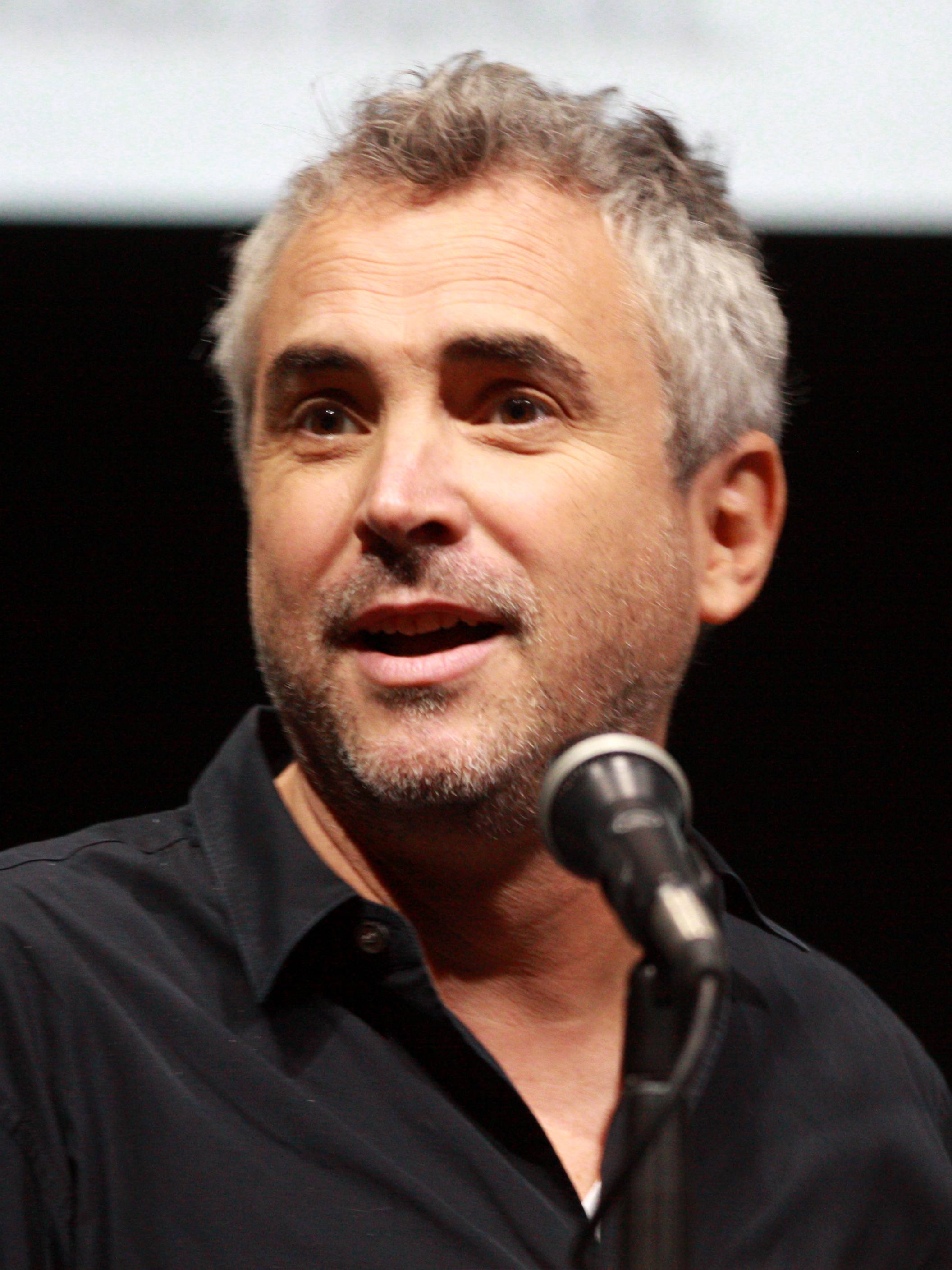
Alfonso Cuaron vítěz v kategorii nejlepší režisér

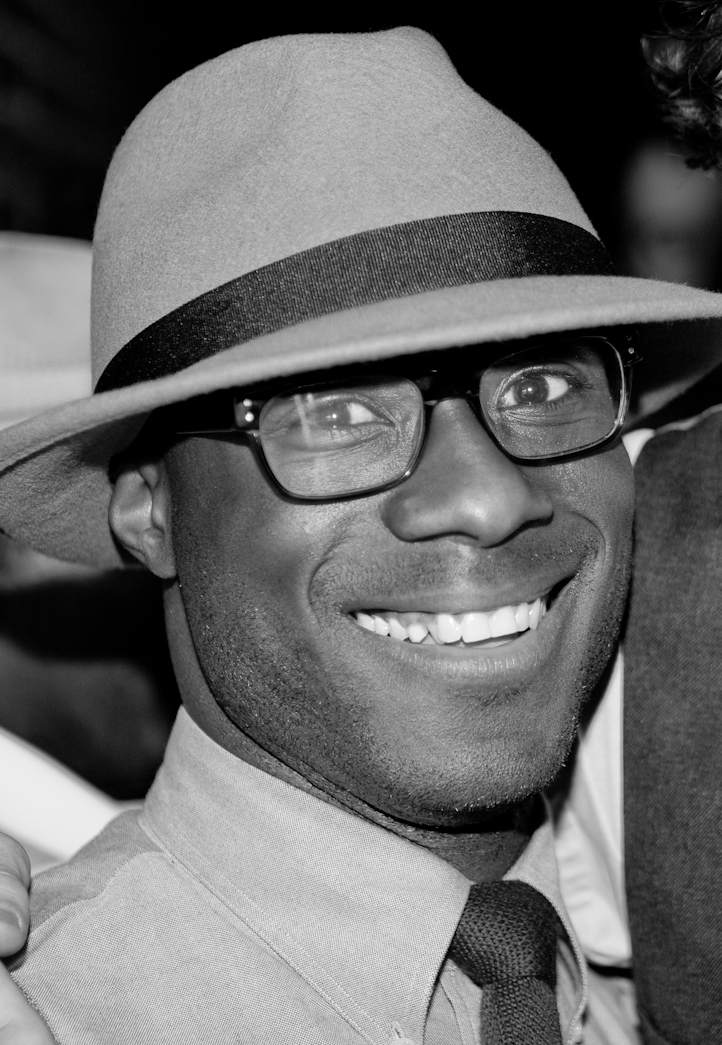
Barry Jenkins vítěz v kategorii nejlepší adaptovaný scénář

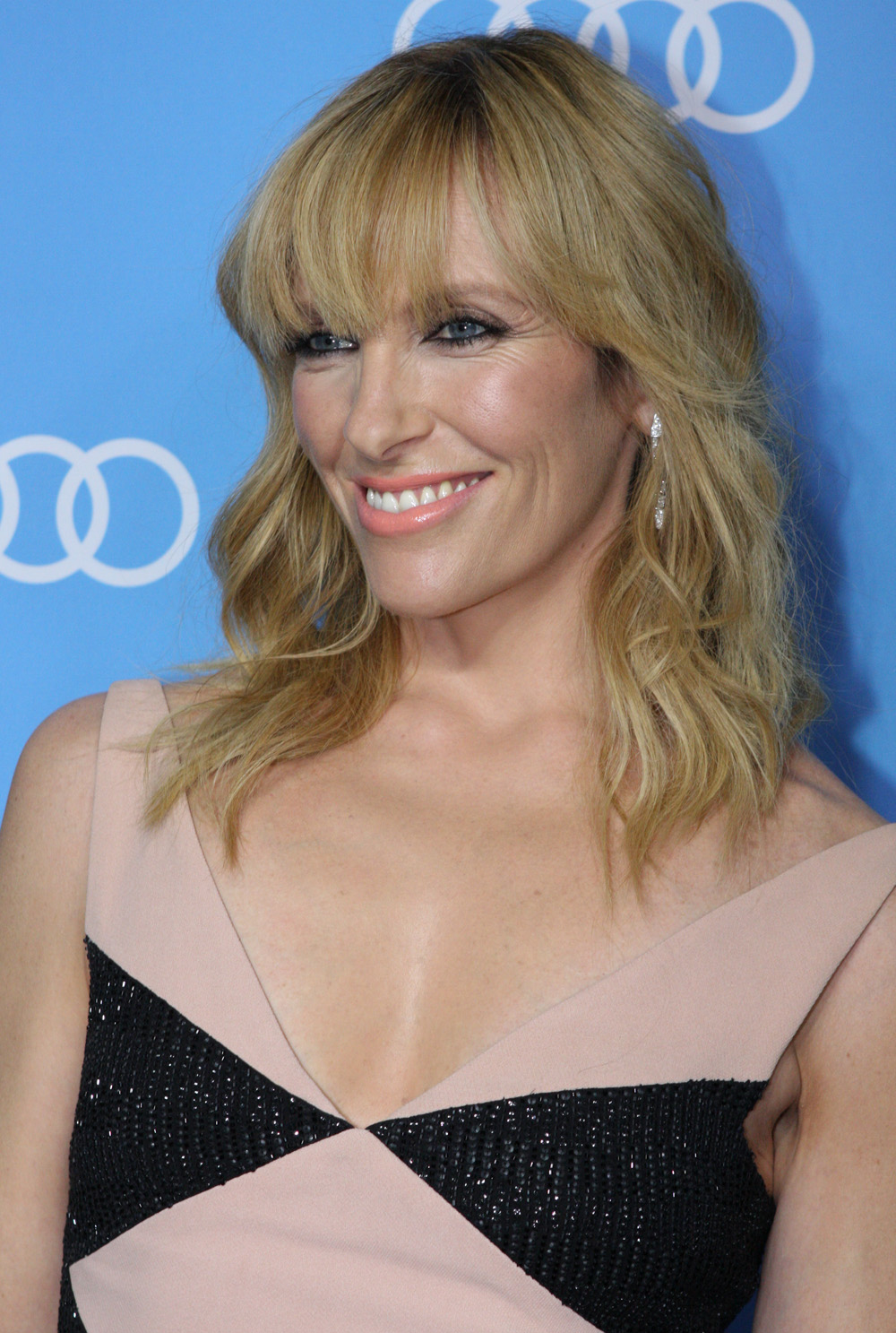
Toni Collette vítězka v kategorii nejlepší herečka v hlavní roli

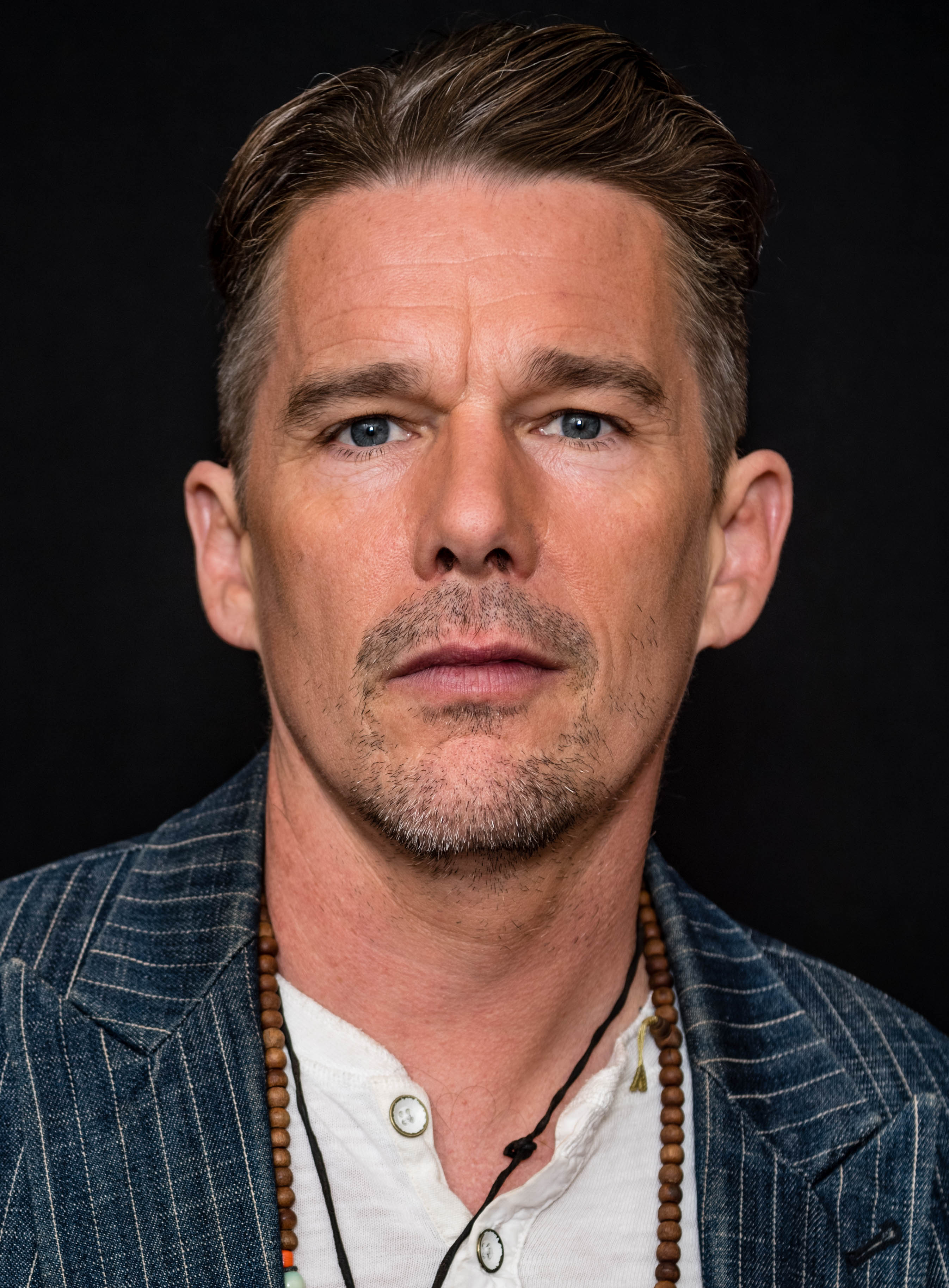
Ethan Hawke, vítěz v kategorii nejlepší herec v hlavní roli

### Nejlepší film
1. Roma
2. BlacKkKlansman
3. If Beale Street Could Talk
4. Zoufalství a naděje
5. Favoritka
6. Nikdys nebyl
7. Annihilation
8. Eighth Grade
9. Děsivé dědictví
10. Zrodila se hvězda

### Nejlepší režisér
Alfonso Cuarón – Roma
- Barry Jenkins – If Beale Street Could Talk
- Yorgos Lanthimos – Favoritka
- Spike Lee – BlacKkKlansman
- Lynne Ramsay – Nikdys nebyl

### Nejlepší adaptovaný scénář
Barry Jenkins – If Beale Street Could Talk
- Spike Lee, David Rabinowitz, Charlie Wachtel a Kevin Wilmott – BlacKkKlansman
- Nicole Holofcener a Jeff Whitty – Can You Ever Forgive Me?
- Debra Granik a Anne Rossellini – Beze stop
- Gillian Flynnová a Steve McQueen – Vdovy

### Nejlepší původní scénář
Paul Schrader - Zoufalství a naděje
- Bo Burnham – Eighth Grade
- Deborah Davis a Tony McNamara – Favoritka
- Alfonso Cuaron – Roma
- Boots Riley – Sorry to Bother You

### Nejlepší herec v hlavní roli
Ethan Hawke - Zoufalství a naděje
- Christian Bale - Vice
- Bradley Cooper - Zrodila se hvězda
- John David Washington – BlacKkKlansman
- Joaquin Phoenix - Nikdys nebyl

### Nejlepší herečka v hlavní roli
Toni Collette - Děsivé dědictví
- Yalitza Aparicio - Roma
- Lady Gaga - Zrodila se hvězda
- Regina Hall - Holky sobě
- Olivia Colmanová – Favoritka

### Nejlepší herec ve vedlejší roli
Michael B. Jordan - Black Panther
- Mahershala Ali - Green Book
- Richard E. Grant - Can You Ever Forgive Me?
- Steven Yeun - Vzplanutí
- Adam Driver – BlacKkKlansman

### Nejlepší herečka ve vedlejší roli
Regina Kingová - If Beale Street Could Talk
- Elizabeth Debicki - Vdovy
- Rachel Weisz - Favoritka
- Emma Stoneová - Favoritka
- Thomasin McKenzie – Beze stop

### Nejlepší dokument
Won't You Be My Neighbor?
- Free Solo
- Minding the Gap
- Shikers
- Three Identical Strangers

### Nejlepší cizojazyčný film
Roma
- Vzplanutí
- Studená válka
- Zloději
- Zama

### Nejlepší animovaný film
Spider-Man: Paralelní světy
- Úžasňákovi 2
- Psí ostrov
- Raubíř Ralf a internet
- Mirai no mirai

### Nejlepší kamera
Alfonso Cuaron - Roma
- Łukasz Żal - Studená válka
- Robbie Ryan - Favoritka
- Linus Sandgren - První člověk
- James Laxton - If Beale Street Could Talk

### Nejlepší střih
Eddie Hamilton – Mission: Impossible – Fallout
- Tom Cross - První člověk
- Alfonso Cuaron a Adam Gough - Roma
- Yorgos Mavropsaridids – Favoritka
- Joe Walker – Vdovy

### Nejlepší skladatel
Nicholas Britell - If Beale Street Could Talk
- Justin Hurwitz - První člověk
- Ludwig Göransson - Black Panther
- Thom Yorke - Suspiria
- Jonny Greenwood - Nikdys nebyl

### Nejlepší režisérský debut
Ari Aster – Děsivé dědictví
- Bo Burnham – Eighth Grade
- Bradley Cooper – Zrodila se hvězda
- Carlos López Estrada – Blindspotting
- Boots Riley – Sorry to Bother You

### Technické ocenění
Nejlepší vizuální efekty: Annihilation
Nejlepší kostýmy: Black Panther
Nejlepší kaskadérský tým: Mission: Impossible – Fallout
Nejlepší návrh zvuku: Tiché místo
Nejlepší skladba: Zrodila se hvězda

### Celoživotní ocenění
Roger Deakins
Spike Lee
Rita Moreno
Robert Redford
Agnès Varda

### Speciální ocenění
- Ryan Coogler
- Město Ohio